# قشلة البصرة
قشلة البصرة هي مبنى حكومة الدولة العثمانية في ولاية البصرة في منطقة العشار ويوجد فيها مبنى ساعة القشلة، وتسمى السراي أي مقر الحكومة في البصرة وهي مقر والي البصرة العثماني.
حيث ان مدينة البصرة دخلت في حكم الدولة العثمانية في عام 1546م، وظلت حتى احتلتها القوات البريطانية في عام 1914م، أثناء الحرب العالمية الأولى، وفي عهد الدولة العثمانية كانت قشلة البصرة تعتبر القاعدة البحرية الثانية بعد منطقة السويس في مصر لمواجهة سفن البرتغاليين المستعمرين في الخليج العربي وقد بدأ الصراع السافر بين العثمانيين والبرتغاليين حوالي سنة 1550م.
وبنيت وأسست القشلة حسب الأوامر السلطانية العثمانية، وكلمة القشلة هي كلمة من اللغة التركية تعني المكان الذي يمكث فيه الجنود بالشتاء، وهي قد تعني المشتى أي المكان الذي يقي الإنسان من تقلّبات الجوّ، ثم خصّصت لاقامة الجنود وقت السلم، أي ما معناه الثكنة العسكرية أو المعسكر كما يطلق عليه الآن.
وهذه الثكنة أحتضنت في داخلها آنذاك الجنود والإداريين والمسؤولين عنهم ومخازنهم ومستودعاتهم، حيث كان المبنى عبارة عن دائرة مدنية وعسكرية في الدولة العثمانية.